# The X Factor (Storbritannien, sæson 3)
Den anden sæson af The X Factor. Kate Thornton vendte tilbage som vært, mens Ben Shephard vendte tilbage som vært af The Xtra Factor. Dommertrioen bestod af de samme tre fra de sidste to sæsoner: Louis Walsh, Sharon Osbourne og Simon Cowell. Paula Abdul var gæstdommer ved auditions i London. Vinderen var Leona Lewis. 
Efter auditions blev nummeret af deltagere skåret ned i hver kategori og hver dommer fik en af de tre kategorier. Louis Walsh fik grupperne, Sharon Osbourne fik dem over 25 og ældre og Simon Cowell fik de unge (16-24). 